# 諾富特
諾富特是一個酒店品牌，為雅高集團旗下品牌，在60個國家和地區有近400家酒店和度假村，大部分坐落在城市的商業區和名勝風景附近。

## 歷史

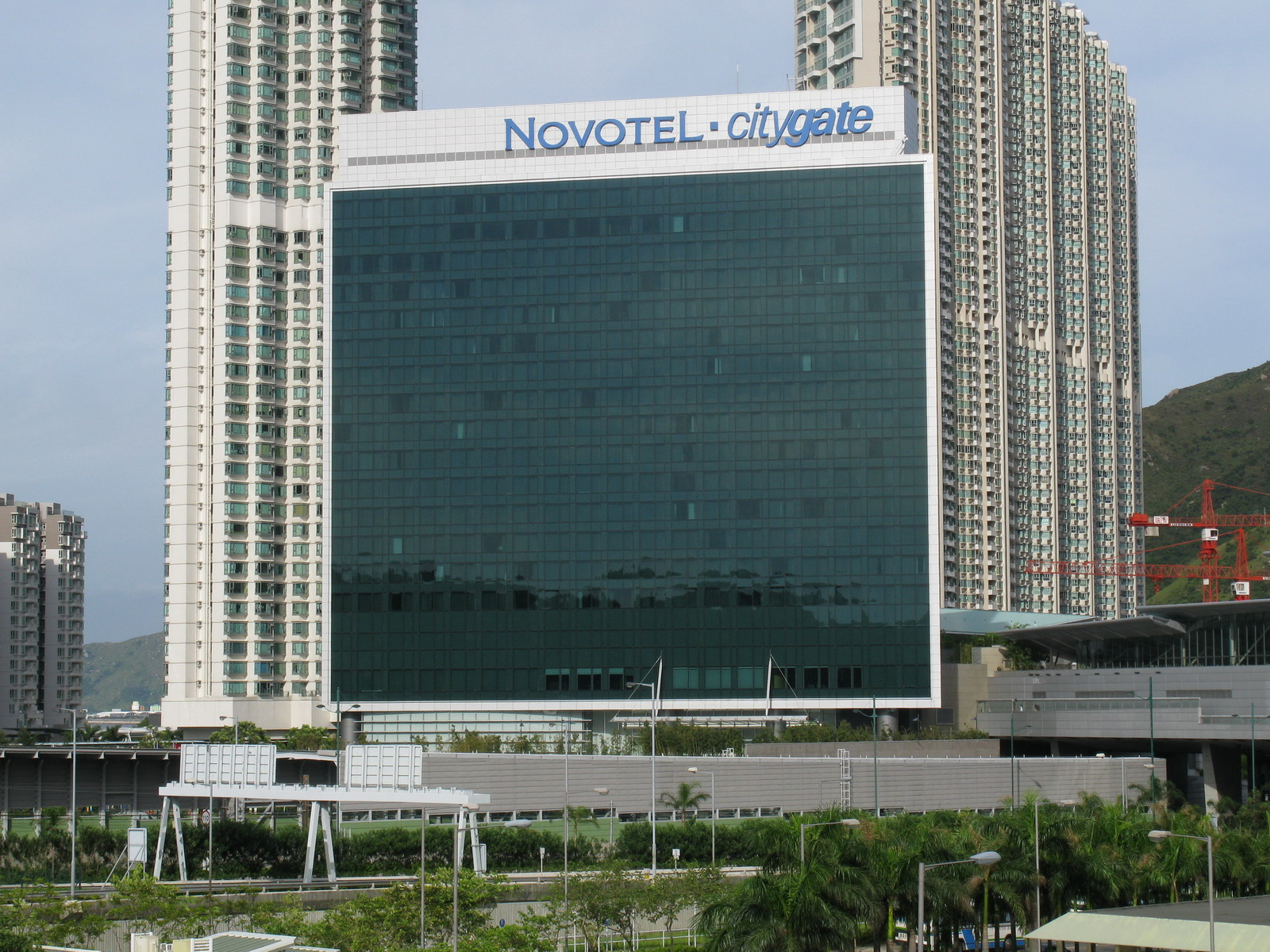
位於東涌的香港諾富特東薈城酒店，為太古集團所有，委託雅高集團以諾富特品牌管理及營運

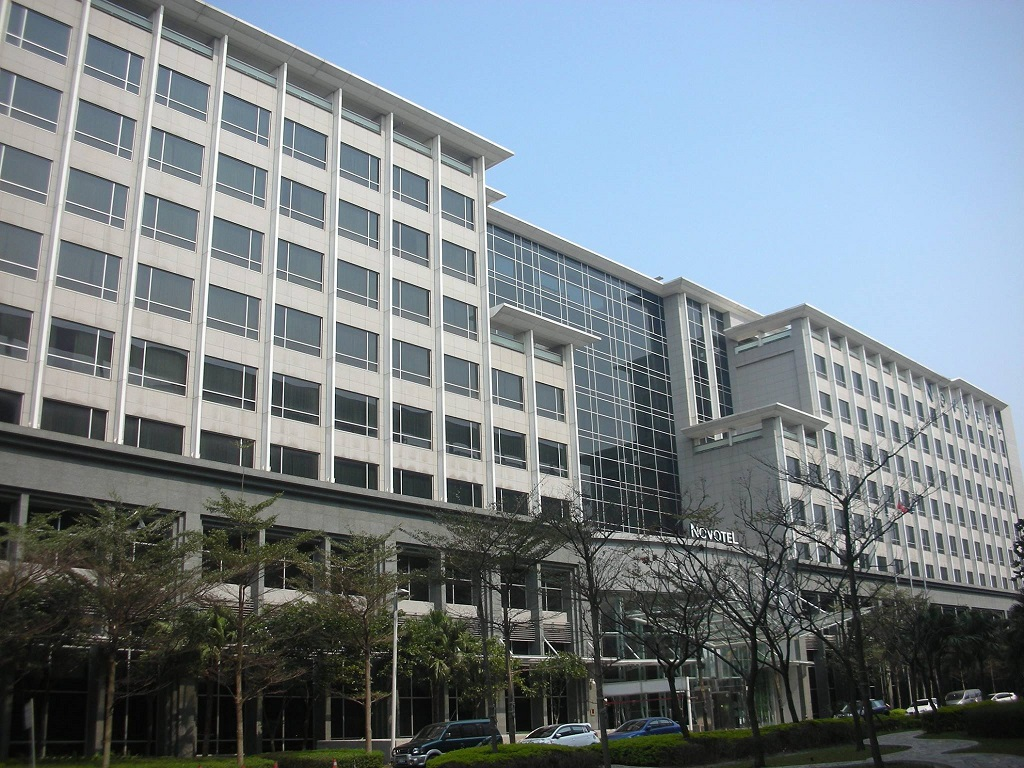
位於桃園機場的台北諾富特華航桃園機場飯店，為華航集團所有，委託雅高集團以諾富特品牌管理及營運

- 1967年，Novotel誕生，首間酒店在法國里耳開幕[1]，提供62間客房，每間面積均為25平方米，採用相同的設計，配有私人浴室、電視和電話。酒店另外還有會議設施、游泳池和私人停車場。
- 1972年：首兩間在法國以外的Novotel酒店分別在瑞士訥沙泰勒和比利時布魯塞爾開幕。
- 1973年：第一間在巴黎的Novotel酒店開幕。
- 1977年：Novotel成立10週年。同年，第一間在南美洲的Novotel酒店在巴西聖保羅莫倫比開幕。
- 1978年：第100間Novotel酒店開幕在荷蘭阿姆斯特丹開幕。直至該年年底（Novotel成立11週年），Novotel已有120家酒店，共14,000間客房。
- 1979年：笫一間在中東的Novotel酒店在阿布扎比開幕。
- 1982年：第一間在亞洲的Novotel酒店在新加坡開幕。
- 1986年：第一間在北美洲的Novotel酒店在加拿大多倫多開幕。
- 1987年：Novotel成立20週年，當時在世界各地已有200間酒店。同年，首兩間在中國的Novotel酒店分別在廣州和北京開幕。
- 1990年：第一間在澳洲的Novotel酒店在悉尼開幕。
- 1992年：第一間在俄羅斯的Novotel酒店在莫斯科開幕。
- 1997年：Novotel成立30週年，當時在世界上53個國家已有320間酒店。
- 2001年：第一間在香港以及21世紀第一間Novotel酒店Novotel世紀酒店開幕。
- 2006年：第一間在印度的Novotel酒店在海得拉巴開幕。
- 2007年：Novotel成立40週年，當時在世界上60個國家已有400多間酒店。同年，第一間在土耳其的Novotel酒店在伊斯坦堡開幕。
- 2008年：Novotel海得拉巴機場酒店在印度海得拉巴海得拉巴國際機場開幕。
- 2009年：Novotel在阿根廷布宜諾斯艾利斯和台灣台北（桃園機場）開設酒店，並於印度美娜多開設諾富特美娜多高爾夫度假村及會議中心。
- 2010年：Novotel曼谷菲尼克斯隆酒店（页面存档备份，存于）在泰國曼谷開幕。
- 2011年：第一間在菲律賓的Novotel酒店Novotel馬尼拉阿拉內塔中心酒店在菲律賓馬尼拉開幕。
- 2012年：備有480間客房的Novotel紐約時代廣場酒店售給沙特爾酒店集團有限公司和阿波羅全球管理，交易總值為2.12億美元。Novotel紐約時代廣場酒店將由雅高集團繼續管理。[4]
- 2025年1月1日起台北諾富特華航桃園機場飯店，將改名「桃園國際機場凱悅酒店」(Hyatt Regency Taoyuan International Airport)，在經營15年的「諾富特」品牌也將揮別台灣市場。

## 全球分佈
截至2009年，諾富特於：
- 歐洲23個國家有266家分店[5]
- 亞洲11個國家有51家分店[5]
- 大洋洲5個國家有34家分店[5]
- 北美洲2個國家有8家分店[5]
- 南美洲6個國家有19家分店[5]
- 非洲10個國家有13家分店[5]
- 中東3個國家有5家分店[5]

## 爭議事件

### 張志軍事件

#### 發生經過
- 台北諾富特飯店在2014年6月25日（中國國台辦主任張志軍入住該飯店同日），由經理和中華民國國安人員在未有搜索票及犯罪事實的情形下，強行破門進入已有住客的房間，此舉已違反刑事訴訟法第128條、第130條、第131條[6]，這也顯示旅客入住的人身自由及安全並未受到該飯店之保護，不僅如此，另派遣大量警察與保全監禁有合法登記的旅客，嚴重違反中華民國憲法第8條[7]所保障的人身自由[8][9][10][11][12]。
- 破門事件被媒體踢爆後，飯店仍繼續軟禁旅客，卻不說明原因，並且實施斷水、斷糧等手段，以逼迫旅客自行離開飯店[13]。

事後警政署提供諾富特機場飯店的說法，認為是賴中強等人違反飯店的住宿規定在先，且其於飯店解除契約後仍然拒絕離開，影響其他房客之住宿安全及人身自由。
並還原當天情形如下：
- 該飯店安管室於103年6月25日7時許發現進入647及649號房的5位訪客皆未離開，於安全梯附近到處走動，形跡可疑，有影響其他房客住宿安全之顧慮。
- 飯店總經理及安全主管等人基於其他房客的住宿安全，隨即親自前往了解，但該房內之民眾均拒不開門，飯店因住客拒不開門，恐內部有異常狀況，便商請航警局於1樓執行維安勤務之警員上樓蒐證，飯店工作人員遂強行開門，以瞭解房內狀況，且進入房間人員均係飯店員工，而非警察人員。

#### 飯店說法
- 飯店於103年6月25日10時6分向航警局勤指中心報案，指稱因上述人士違反住宿規定及拒絕出示身分登記，已解除其住宿契約，並要求其離去，但其相應不理，故請航警局派員協助排除。航警局於接獲報案後，即派刑事警察在飯店安全人員陪同下，於103年6月25日11時40分至647及649號房要求賴中強等人退房，賴中強等人一直相應不理。該飯店亦因此以賴中強等人已非房客。而停止其客房服務，故並非以斷水、斷糧等手段逼迫其離開，期間亦並未軟禁賴中強等人[14][15]。

#### 事實與法院判決結果
桃園地方法院日前認為飯店總經理韓耕瑞、副總經理傅大吉，與總工程師羅健維，觸犯無故侵入他人住宅罪，處拘役20天，得易科罰金2萬元，但仍可上訴。法院認為，當天入住的7人，雖然有5名未登記，但造成飯店的損失可在退房時請求，在賴中強等人未明確表示拒付超過的5人住宿費下，飯店人員以「拒絕辦理入住登記」的理由強行闖入，並不合法。飯店總經理韓耕瑞表示破門行動獲得警方同意，但法院認為賴中強等人並非刑事被告、犯罪嫌疑人、現行犯等，也無證據他們在飯店犯罪，在沒有搜索票的情況下，就算是警察進入也都會違法。
而後高等法院的法庭上，華航諾富特飯店就本破門事件，向入住的賴中強 、嚴婉玲等人道歉，並賠償12萬元，達成和解。代表諾富特飯店道歉的副總經理傅大吉，當庭面向賴中強朗讀聲明，表示對於2014年6月25日當天，未經賴中強、嚴婉玲等人允許進入客房，侵擾二人及其他友人的住宿安寧致歉。今天七名原告由賴中強代表出面，與義務律師團成員在門口舉行記者會，回應被告的道歉表示，「希望華航諾富特飯店真切反省。」
其他相關案件判決情形：
- 對諾富特飯店要求賠償與道歉（二審和解）
- 自訴諾富特飯店人員無故侵入住宅（飯店三人有罪確定）
- 對航警局要求國家賠償（一審審理中）
- 自訴航警局官警妨害自由等（部分不受理、部分一審審理中）

### 華航機師群聚感染事件
2021年5月8日，台北諾富特華航桃園機場飯店違反中央流行疫情指揮中心命令，身為非防疫旅宿而接收住居家檢疫者及居家隔離者，引致若干華航機師於飯店內爆發感染疫情並導致31人確診，終因造成防疫破口而遭桃園市政府重罰126萬6,000元。
截至2021年5月12日，依據指揮中心公布的案例圖，屬機師群聚感染的有33名（13機師、7抗體機師、10機師家人、2抗體機師家人、5檢疫旅館、3檢疫旅館家人、1檢疫旅館外包商、2空服員、1檢疫旅館員工接駁車司機），共計44名確診個案。2021年5月13日，後續更爆發蘆洲、萬華、宜蘭群聚案，當中確診者病毒基因定序與華航諾富特群聚事件完全一樣，中央疫情中心研判各群聚案間可能相關，但仍未能找出其中連結接觸者。2021年5月14日，確診案例共計有蘆洲獅子會群聚20例、萬華茶藝館群聚7例及宜蘭遊藝場群聚8例），指揮中心將臺灣防疫層級提升至第三級，引發民眾恐慌以至股市大瀉，但指揮官陳時中於5月23日記者會指出，後續群聚案例目前與華航諾富特的關聯不明，尚未能下定論。
有自稱諾富特員工再向《蘋果新聞網》爆料，指飯店內有群聚感染3大危機，包括房客走後只整理沒消毒就給下一位住進去，且送餐人員平常只穿簡易雨衣就來來去去，另餐飲部是外包，且已有同事確診，擔心外包人員有被傳染到，有些問題沒看到衛生局揪出來，公司要求同年5月17日恢復上班。
2021年5月8日爆發華航機師嚴重特殊傳染性肺炎群聚感染事件，因「台北諾富特華航桃園機場飯店」未遵守指揮中心非防疫旅宿不得收住居家檢疫者及居家隔離者規定造成防疫破口，遭到桃園市政府重罰126萬6,000元。
截至2021年5月12日，依據中央流行疫情指揮中心公布的案例圖，屬機師群聚感染的有33名（13機師、7抗體機師、10機師家人、2抗體機師家人、5檢疫旅館、3檢疫旅館家人、1檢疫旅館外包商、2空服員、1檢疫旅館員工接駁車司機），共計44名確診個案。
2021年5月13日，發現後續的蘆洲&萬華、宜蘭群聚案病毒基因定序與華航諾富特群聚事件完全一樣，中央疫情中心研判各群聚案間可能相關，但尚無找出其中連結接觸者，2021年5月14日，確診案例共計有宜蘭遊藝場群聚8例、蘆洲獅子會群聚20例（衍生萬華茶藝相關7例）。

## 外部連結
- Novotel官方網站 （页面存档备份，存于）